# Clistoronia flavicollis
Clistoronia flavicollis is een schietmot uit de familie Limnephilidae. De soort komt voor in het Nearctisch gebied.